# 三条市立第三中学校
三条市立第三中学校（さんじょうしりつ だいさんちゅうがっこう）は新潟県三条市西裏館２丁目にある公立の中学校。併設型小中一貫校三条学園に属している。愛称は三中（さんちゅう）。

## 教育目標[1]
自主・協力・勤労の精神を体得し、
豊かな人間性と実践力に富む
社会人としての基礎を培う

## 概要
第三中学校は第一中学校から分離して新築開校され、第一中学校の1、2年生が転入する形で始まった。これにより、第一中学校、第二中学校、第三中学校の３校は22、23学級の適正規模となった。

## 特徴
恒例行事として、9月に体育祭、10月に合唱コンクール（隔年で文化祭バザー）がある。
沿革にあるチャレンジウォークとは、5月に下田地域の大谷ダムから当校校舎まで約32kmを歩くイベントである（2025年現在は開催していない）。

## 歴史[7]

### 沿革
- 1960年4月25日 - 第一中学校から１年生が新校舎へ移転。「開校記念日」と定める。
- 1980年11月5日 - 新校舎完成・移転完了。
- 1985年12月21日 - 学区変更（裏小全員三中学区）。
- 2017年4月1日 - 小中一貫教育「三条学園」開始。

### 年表
- 1960年4月 - 初代 中沢育二郎校長着任。
- 1961年3月25日 - 屋内体育館完成。
- 1961年4月1日 - 知的障害児学級設置（山鳩学級）。
- 1964年4月1日 - 第二代 酒井誠治校長着任。
- 1969年9月21日 - 創立10周年記念式典挙行。
- 1970年4月1日 - 第三代 小林周三校長着任。
- 1971年1月19日 - PTA紅綬褒章をうける。
- 1971年3月3日 - 教育実践優秀校として県教委より表彰。
- 1977年4月1日 - 第四代 飛田良一校長着任。
- 1977年4月1日 - 情緒障害児学級設置（山彦学級）。
- 1979年4月1日 - 第五代 坪谷新太郎校長着任。
- 1979年9月28日 - 県指定研究発表。
- 1979年10月28日 - 創立20周年記念式典挙行、生徒会歌発表。
- 1980年11月30日 - 新校舎竣工記念式典挙行。
- 1983年11月26日 - 格技場開場式典挙行。
- 1984年9月30日 - 庭球コート造成工事完了。
- 1985年10月30日 - 文部省指定研究「教育課程の編成と実施」研究発表。
- 1986年5月10日 - 県社会福祉研究普及校指定。
- 1987年10月16日 - 全日本・関東甲信越地区 技術家庭科研究発表。
- 1989年10月21日 - 創立30周年記念式典挙行。
- 1991年4月1日 - 第七代 土佐弘校長着任。
- 1991年7月25日 - 体操女子 県大会３位、陸上走高跳３位
- 1992年9月1日 - コンピュータ室設置。
- 1992年10月24日 - ボランティアバンク設立。
- 1993年1月13日 - 海外国際電話交流。
- 1993年10月15日 - 三条地区防犯連合会記念活動指定。
- 1993年10月19日 - カナダ・バーン市長歓迎式典挙行。
- 1993年10月21日 - 関東甲信越地区進路指導研究発表。
- 1994年4月23日- 創立35周年記念ふれあいコンサート。
- 1995年4月1日- 第八代 櫻井競校長着任。
- 1995年5月10日 - 第一回チャレンジウォーク実施30km。
- 1995年10月5日 - カナダ・バーン市ウッドブリッジ校（英語版）との姉妹校締結。
- 1997年2月9日 - 第９回新潟県選抜中学校フットサル大会優勝 北信越大会出場。
- 1997年4月1日 - 第九代 関川浩平校長着任。
- 1997年7月31日 - 全日本ジュニアユースフットサル 北信越大会出場。
- 1997年11月1日 - 文化祭 生徒会活動「マザーテレサ」タイル画完成。
- 1998年2月27日 - 旧体育館フィナーレ記念集会。
- 1998年3月2日 - 新体育館オープニング記念集会。
- 1998年6月1日 - ハートフル相談室開設。
- 1999年5月21日 - 創立40周年記念式典挙行。
- 1999年8月30日 - ベルマーク100万点突破校表彰。
- 1999年9月12日 - クリエイティブタイム（総合学習）の試行開始。
- 1999年4月1日 - 山鳩３学級に増設（肢体不自由増）、車椅子用スロープ増設。
- 2001年4月1日 - 第十代 星野健蔵校長着任。
- 2001年11月1日 - エレベーター設置。
- 2002年2月27日 - 生徒会歌三番補作。
- 2002年4月1日 - 山鳩４学級に増設（知的障害２学級）。
- 2004年7月13日 - 五十嵐川 7.13水害の避難所に指定。
- 2005年3月14日 - カナダ・バーン市ウッドブリッジ校親善訪問。
- 2005年4月1日 - 第十一代 樋浦貞吉校長着任。
- 2005年6月8日 - 市内大会団体７種目優勝。
- 2007年1月12日 - 日本学校医師会主催 平成18年度「歯・口の健康に関する図画・ポスターコンクール」 全国最優秀賞。
- 2007年5月14日 - 薬師寺執事・大谷徹奘氏講演会実施。
- 2007年10月21日 - 山形交響楽団「東北電力スクールコンサート」。
- 2007年10月27日 - 三中いじめ撲滅集会、「いじめ撲滅宣言文」制定。
- 2008年7月9日 - バレーボール部 中越地区大会３９年ぶり優勝。
- 2008年11月6日 - 三中学区いじめ根絶集会開催、学区共通のいじめ根絶宣言文制定。
- 2008年12月2日 - 小中一貫教育モデル校に指定される。
- 2009年4月1日 - 第十二代 駒沢隆司校長着任。
- 2009年11月14日 - 創立50周年記念式典挙行。
- 2010年8月1日 - FF暖房機設置。
- 2010年11月12日 - 小中一貫教育モデル校中間発表会。
- 2011年4月1日 - グランド芝生化完成。
- 2011年11月8日 - 小中一貫教育モデル校発表会。
- 2012年8月21日 - 小中一貫教育実践発表。
- 2013年5月20日 - ノーチャイム開始。
- 2014年4月1日 - 第十三代 吉田一弥校長着任。
- 2015年4月1日 - まなびたいむ開始。
- 2015年10月22日 - 小中一貫教育全国サミットIN三条発表。
- 2015年11月20日 - 三中オータムコンサート実施。
- 2015年11月27日 - 校舎耐震補強工事完了。
- 2016年4月1日 - 第十四代 樋山利浩校長着任。
- 2019年4月1日 - 第十五代 野村宏毅校長着任。

## 活動と出場歴[7]

### 運動部
- 野球部
- サッカー部
- ソフトテニス部
- 男子バスケットボール部
- 女子バスケットボール部
  - 1995女子北信越
- バレーボール部
  - 2008中越優勝
- 卓球部
  - 1979女子全国/1981女子全国５位/1982男子全国/2009男子北信越/2010男子北信越/2011女子北信越/2012女子北信越/2014男子全国選抜大会、男子北信越/2017男子団体北信越/2018女子個人北信越、女子全日本選手権カデットの部/2019男子個人北信越
- 柔道部
  - 2009男子全国/2014女子北信越
- 剣道部
  - 1989男子全国/2019男子個人全国
- 水泳部（校外活動）
  - 2014女子北信越/2019男子全国
- 陸上部（校外活動）
  - 1984女子全国走高跳４位

### 文化部
- 美術部
- 吹奏楽部
  - 1982関東銅賞/1983全国銀賞/1987関東金賞/2010西関東

## 象徴
- 校歌[8]
作詞・作曲 - 中沢育二郎
編曲 - 深海 勉
- 第一応援歌[9]
- 第二応援歌[10]
- 校章はペン様の模様が二重になっている中に「中」の字が入っている。
- 制服はあるが、登校の際に着る必要はあるものの、朝のホームルームが終わるとほとんどの人は体操服に着替える。制鞄は無し。制靴、指定体操服はあり。[11]

## 通学区域
主に以下の地域に住む児童が通学している。
上林小学校区：石上１丁目、石上２丁目、石上３丁目、栗林
裏館小学校区：本町１丁目、本町２丁目、本町３丁目、本町４丁目、本町５丁目、本町６丁目、八幡町、元町、横町１丁目、横町２丁目、神明町、旭町１丁目、旭町２丁目、居島、東裏館１丁目、東裏館２丁目、東裏館３丁目、西裏館１丁目、西裏館２丁目、西裏館３丁目、荒町１丁目、荒町２丁目、新光町（1〜4, 28〜31番）

## 進学
三条学園に属しているため、主に三条市立上林小学校と三条市立裏館小学校の児童が進学してくる。かつては旧三条市立三条小学校の児童も進学してきた。

## 交通
- 弥彦線 北三条駅 北に徒歩11分
- 上越新幹線 弥彦線 燕三条駅 南東に徒歩31分